# Rummi
Rummi es una localidad situada en el municipio de Võru, en el condado de Võru, Estonia. Según el censo de 2021, tiene una población de 15 habitantes.